# Ligne de Jarrie au Bourg-d'Oisans
La ligne de Jarrie au Bourg-d'Oisans était une ligne de chemin de fer secondaire à voie métrique du département de l'Isère, concédée à la Société des VFD en 1893 et reliant la gare de Jarrie - Vizille située sur la commune Jarrie au Bourg-d'Oisans en empruntant la vallée de la Romanche.
Cette ligne est ouverte au service voyageurs et marchandises le 2 juillet 1894.
Cette ligne avait pour objectif de désenclaver la vallée de la Romanche et de desservir les nombreuses industries qui s'y trouvaient.
À la gare de Jarrie - Vizille, elle était connectée au réseau PLM sur la ligne des Alpes, et rejoignait à Vizille la ligne des VFD Grenoble - Vizille par Uriage-les-Bains et Gières.

## Histoire
La concession accordée à la Société des Voies Ferrées du Dauphiné (VFD) de 1893 à 1919 fut transférée à la Régie départementale des Voies Ferrées du Dauphiné (VFD) à partir de 1920.
En 1907, le tonnage transporté s'élève à 140 000 tonnes contre 40 000 en 1896, il est de 375 000 tonnes à la fin de la guerre et de 160 000 tonnes en 1938.
Au début des années 1930 une déviation est mis en place à vizille pour éviter la traversée des trains de marchandises dans la ville.
Cette ligne fut fermée à partir de 1946, et des autocars Chausson remplacèrent les rames voyageurs le 1er août 1946 entre Vizille et le Bourg-d'Oisans et le 1er décembre 1946 entre Jarrie et Vizille.
En 1951, la ligne Grenoble-Vizille par Uriage-les-Bains est fermée à tout trafic.
Le tronçon Jarrie - Vizille-Terrasse, est mis à double écartement voie normale et voie métrique en 1949. Il a été utilisé jusqu'à récemment pour le fret.
Cependant l'activité de la voie métrique cesse totalement en 1964 entre Livet et le Bourg-d'Oisans.
Le tronçon à voie normale est fermé au milieu des années 2000, en 2009 une locomotive était encore visible en gare de Vizille Terrasse.

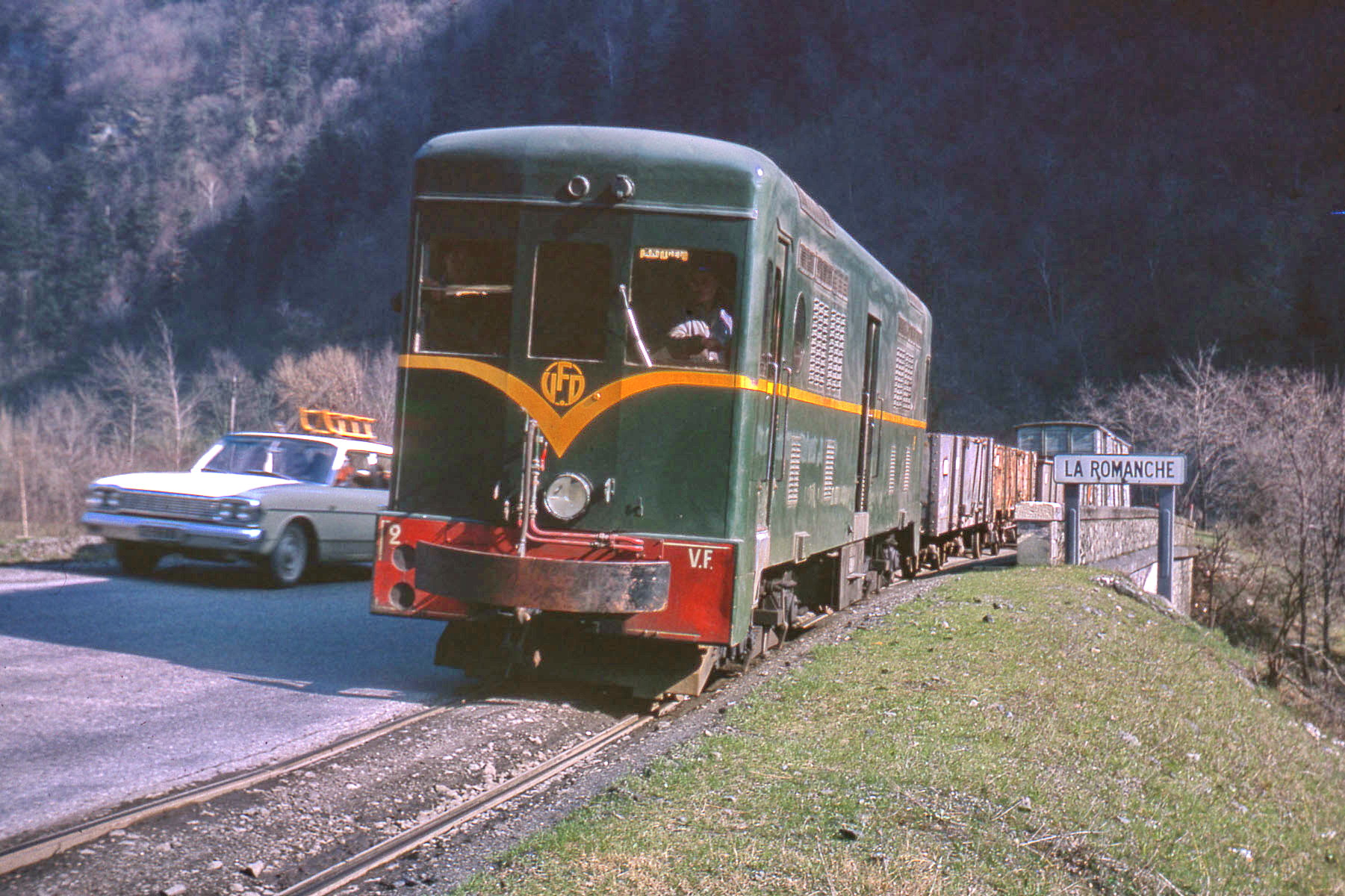
Locotracteur des VFD traversant la Romanche en 1964

| Section                   | Longueur | Mise en service | Fermeture voyageurs | Fermeture marchandises |
| ------------------------- | -------- | --------------- | ------------------- | ---------------------- |
| Jarrie-Vizille - Vizille  | 3 km     | 1893            | 1946                | 200?                   |
| Vizille - Rioupéroux      | 16 km    | 1893            | 1946                | 10-11-1964             |
| Rioupéroux - Livet        | 3 km     | 1894            | 1946                | 10-11-1964             |
| Livet - Le Bourg-d'Oisans | 13 km    | 1894            | 1946                | 1946                   |

## Infrastructure
La voie ferrée est établie sur la route sur la totalité de son parcours
(hormis sur la déviation de Vizille de 1931), ce qui explique sa 
construction très rapide.
En effet le premier tronçon Vizille-Rioupéroux fut ouvert en décembre 1893, un an seulement 
après l'obtention de la concession. Le reste de la ligne est ouvert en juin 1894.

## Vestiges et matériels préservés

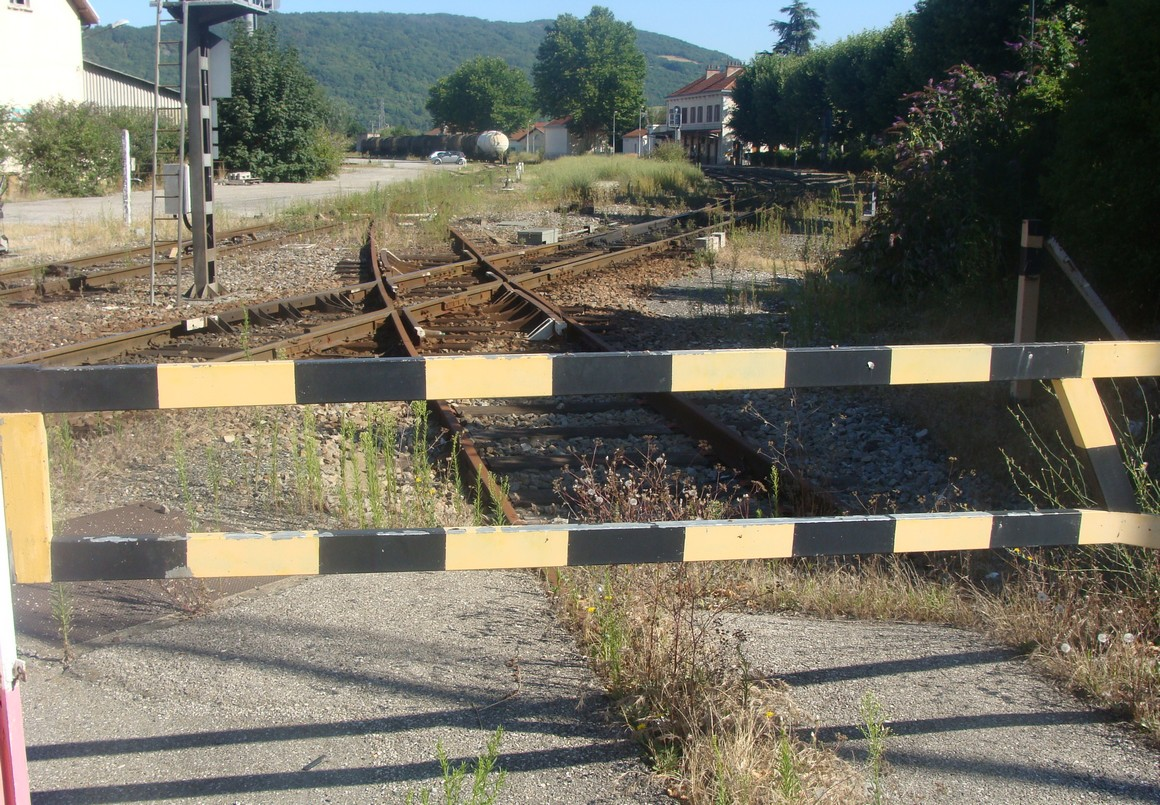
L'amorce de la ligne, en gare de Jarrie-Vizille, en 2009

La ligne est encore visible le long de la RD5 et RD1091 (anciennement route nationale 91) jusqu'à Jarrie, et la réutilisation de son emprise pour un tram-train est parfois évoquée
La ligne no 3000 : Le Bourg d’Oisans - Vizille - Grenoble d'autocars de Transisère, le réseau interurbain de l'Isère, est un lointain successeur de la ligne des VFD. La gare du Bourg-d'Oisans, préservée, est d'ailleurs un arrêt des cars Transisère.